# Старорусская икона «Умиление»
Икона Божией Матери Умиление (Старорусская) — икона Богородицы, датируемая XII — XIII веками. В древности находилась в Старой Руссе. Приобретена в конце XIX века Д. С. Большаковым. С 1927 года находится в собрании Государственного Русского музея в Санкт-Петербурге.

## История
Икона, вероятно, была храмовым образом, однако нет определённого мнения, происходит ли она из старорусского собора, построенного архиепископом Мартирием в XII веке, или из одного из новгородских соборов. Предание связывает икону с константинопольской Влахернской церковью. Оно возникло под влиянием изображения на иконе ризы Богородицы – главной реликвии Влахернской базилики. На Старорусском «Умилении», как и на «малом» «Умилении» из Успенского собора Московского Кремля, эта реликвия изображена в виде пурпурного плата-убруса, наброшенного на голову Богородицы. Красочный слой Старорусского Умиления плохо сохранился. Из-за этого невозможно установить, покрыт ли на ней плат тем же узором, что на кремлёвском «Умилении»:456.
Поза Богомладенца и помещение его главы на уровне головы Девы Марии также соответствует древнейшим византийским иконописным изображениям Богородицы. Г. С. Колпакова считает, что, возможно, эта икона происходит из мастерских новгородского Десятинного Богородичного монастыря, в котором мастерами культивировались традиции Влахерн. Икона, возможно, попала в Старую Руссу как вклад в городской собор в качестве списка с одной из новгородских икон:457.

## Иконография
Икона относится к иконописному типу Умиление. Размеры иконы 99,5 на 81 см. Академик В. Н. Лазарев характеризует состояние иконы как «сильно попорченное».
Иконография отражает связь с греческими или восточными образцами:457. Это проявляется в вытянутом овале лика Богородицы, её массивном подбородке, сильно изогнутом носе и характерном абрисе глаз. Лики на иконе выполнены в сложной живописной технике, а руки и одежды Богородицы написаны в упрощённой манере:457.
Иисус представлен в отроческом возрасте, что характерно для икон XIII века. Одежды Богомладенца написаны прозрачными густыми линиями, положенными поверх серебряной подкладки. Это приводит к слиянию фигуры Иисуса с серебряной поверхностью фона:458.